# ノルディックスキー世界選手権ノルディック複合競技メダリスト一覧
ノルディックスキー世界選手権ノルディック複合競技メダリスト一覧（ノルディックスキーせかいせんしゅけんノルディックふくごうきょうぎメダリストいちらん）はノルディックスキー世界選手権のノルディック複合競技におけるメダリスト一覧である。

## 概要
世界選手権においてノルディック複合競技は1925年から採用された。
当時は距離18kmとスキージャンプを1日で行って優勝者を決定していた。
この方式は1939年まで行われた。
1950年から距離とジャンプが2日に分けて行われるようになった。
ジャンプは3飛躍2採用、距離は15kmで行われた。後にジャンプは2飛躍2採用となった。
1985年からグンダーセン方式（この方式を考案したノルウェーの元ノルディック複合選手グンダー・グンダーセンの名をとって名付けられた。）、すなわち
ジャンプの得点差をクロスカントリーのタイム差に換算し、ジャンプで首位となった選手から順に出発、最初にゴールに入った選手が優勝者となる方式が採用された。
団体戦は1982年の大会から採用された。また、スプリントは1999年の大会から採用された。
2009年から15kmグンダーセンがノーマルヒルジャンプ1本＋10km、スプリントがラージヒルジャンプ1本＋10kmに変更される。

## 男子種目

### 個人10kmノーマルヒル
この種目は1925年から1958年までは前半クロスカントリー18km＋後半ジャンプ、1962年から前半クロスカントリー15km＋後半ジャンプ、1974年から前半ジャンプ＋後半クロスカントリー15km、1985年から前半ジャンプ＋後半クロスカントリー15km（グンダーセン）という形で行われた。2009年のリベレツ大会からノーマルヒルジャンプ1本＋10kmグンダーセンという方式に変更される。タイム差はジャンプの得点1点につき4秒与えられる。
| 開催年 開催場所                 | 金                             | 銀                             | 銅                             |
| ------------------------------- | ------------------------------ | ------------------------------ | ------------------------------ |
| 1925 ヨハニスバッド             | Otakar Německý                 | Josef Adolf                    | Xaver Affentranger             |
| 1926 ラハティ                   | ヨハン・グロットムスブローテン | トルライフ・ハウグ             | アイナル・ランヴィーク         |
| 1927 コルティーナ・ダンペッツォ | ルドルフ・プルケルト           | Otakar Německý                 | František Wende                |
| 1929 ザコパネ                   | ハンス・ヴィンヤレンゲン       | オーレ・ステネン               | Esko Järvinen                  |
| 1930 オスロ                     | ハンス・ヴィンヤレンゲン       | Leif Skagnæs                   | Knut Lunde                     |
| 1931 オーベルホフ               | ヨハン・グロットムスブローテン | Sverre Kolterud                | Arne Rustadstuen               |
| 1933 インスブルック             | スヴェン・エリクソン           | Antonín Bartoň                 | Harald Bosio                   |
| 1934 ソレフティア               | オッドビョルン・ハーゲン       | Sverre Kolterud                | ハンス・ヴィンヤレンゲン       |
| 1935 ビソケ・タトリー           | オッドビョルン・ハーゲン       | Lauri Valonen                  | Willy Bogner                   |
| 1937 シャモニー                 | Sigurd Røen                    | Rolf Kaarby                    | Aarne Valkama                  |
| 1938 ラハティ                   | オラフ・ホフスバッケン         | John Westbergh                 | ハンス・ヴィンヤレンゲン       |
| 1939 ザコパネ                   | Gustav 'Gustl' Berauer         | Gustaf Adolf Sellin            | Magnar Fosseide                |
| 1950 レーク・プラシッド         | ヘイッキ・ハス                 | Ottar Gjermundshaug            | シモン・スロットビーク         |
| 1954 ファルン                   | スヴェレ・ステネルセン         | グンダー・グンダーセン         | Kjetil Mårdalen                |
| 1958 ラハティ                   | Paavo Korhonen                 | スヴェレ・ステネルセン         | グンダー・グンダーセン         |
| 1962 ザコパネ                   | アルネ・ラルセン               | Dmitry Kochkin                 | Ole Henrik Fagerås             |
| 1966 オスロ                     | ゲオルク・トーマ               | フランツ・ケラー               | アロイス・ケーリン             |
| 1970 ビソケ・タトリー           | Ladislav Rygl                  | Nikolay Nogovitsyn             | Vyacheslav Dryagin             |
| 1974 ファルン                   | ウルリヒ・ベーリンク           | ギュンター・デッケルト         | Stefan Hula                    |
| 1978 ラハティ                   | コンラート・ビンクラー         | ラウノ・ミエッティネン         | ウルリヒ・ベーリンク           |
| 1982 オスロ                     | トム・サントベルク             | コンラート・ビンクラー         | Uwe Dotzauer                   |
| 1985 ゼーフェルト               | ヘルマン・ヴァインブーフ       | Geir Andersen                  | ユーコ・カルヤライネン         |
| 1987 オーベルストドルフ         | トールビョルン・ロッケン       | トロント＝アルネ・ブレーデセン | ヘルマン・ヴァインブーフ       |
| 1989 ラハティ                   | トロント＝アイナル・エルデン   | Andrey Dundukov                | トロント＝アルネ・ブレーデセン |
| 1991 ヴァル・ディ・フィエンメ   | フレッド・ボーレ・ルンベルク   | クラウス・ズルツェンバッハ     | クラウス・オフナー             |
| 1993 ファルン                   | 荻原健司                       | クヌート・トーレ・アペラン     | トロント＝アイナル・エルデン   |
| 1995 サンダー・ベイ             | フレッド・ボーレ・ルンベルク   | ヤリ・マンティラ               | シルバン・ギョーム             |
| 1997 トロンハイム               | 荻原健司                       | ビャルテ・エンゲン・ビーク     | ファブリス・ギー               |
| 1999 ラムソー                   | ビャルテ・エンゲン・ビーク     | サンパ・ラユネン               | ディミトリ・シニツィン         |
| 2001 ラハティ                   | ビャルテ・エンゲン・ビーク     | サンパ・ラユネン               | フェリックス・ゴットヴァルト   |
| 2003 ヴァル・ディ・フィエンメ   | ロニー・アッカーマン           | フェリックス・ゴットワルト     | サンパ・ラユネン               |
| 2005 オーベルストドルフ         | ロニー・アッカーマン           | ビョルン・キルヒアイゼン       | フェリックス・ゴットヴァルト   |
| 2007 札幌                       | ロニー・アッカーマン           | ビル・デモン                   | アンシ・コイブランタ           |
| 2009 リベレツ                   | トッド・ロドウィック           | ヤン・シュミド                 | ビル・デモン                   |
| 2011 オスロ                     | エリック・フレンツェル         | ティノ・エデルマン             | フェリックス・ゴットヴァルト   |
| 2013 ヴァル・ディ・フィエンメ   | ジャゾン・ラミー＝シャプイ     | マリオ・シュテヒャー           | ビョルン・キルヒアイゼン       |
| 2015 ファールン                 | ヨハネス・ルゼック             | アレッサンドロ・ピッティン     | ジャゾン・ラミー＝シャプイ     |
| 2017 ラハティ                   | ヨハネス・ルゼック             | エリック・フレンツェル         | ビョルン・キルヒアイゼン       |
| 2019 ゼーフェルト               | Jarl Magnus Riiber             | ベルンハルト・グルーバー       | 渡部暁斗                       |
| 2021 オーベルストドルフ         | Jarl Magnus Riiber             | Ilkka Herola                   | Jens Lurås Oftebror            |
| 2023 プラニツァ                 | Jarl Magnus Riiber             | Julian Schmid                  | Franz-Josef Rehrl              |

### 団体4×5km（1982年から1993年までは3×10km）
この種目はチーム全員が前半ジャンプで各々2本ずつ飛び合計得点差をタイム差に換算して、首位のチームから順に後半クロスカントリーをスタートする。最初にゴールしたチームが優勝である。
ポイント換算は1点につき1.5秒である。2011年はジャンプがノーマルヒルとラージヒルで行われた。2013年以降はラージヒルが団体スプリント（2×7.5km）となった。2023年大会以降は男子団体はノーマルヒルからラージヒルに変更された。
| 開催年 開催場所               | 金                 | 金                             | 銀           | 銀                             | 銅             | 銅                           |
| ----------------------------- | ------------------ | ------------------------------ | ------------ | ------------------------------ | -------------- | ---------------------------- |
| 1982 オスロ                   | 東ドイツ           | Uwe Dotzauer                   | フィンランド | ユーコ・カルヤライネン         | なし           | なし                         |
| 1982 オスロ                   | 東ドイツ           | Günther Schmieder              | フィンランド | ラウノ・ミエッティネン         | なし           | なし                         |
| 1982 オスロ                   | 東ドイツ           | コンラート・ビンクラー         | フィンランド | Jorma Etelälahti               | なし           | なし                         |
| 1982 オスロ                   |                    |                                | ノルウェー   | Hallstein Bøgseth              | なし           | なし                         |
| 1982 オスロ                   | Espen Andersen     |                                | ノルウェー   |                                | なし           | なし                         |
| 1982 オスロ                   | トム・サントベルク |                                | ノルウェー   |                                | なし           | なし                         |
| 1984 ロバニエミ               | ノルウェー         | トム・サントベルク             | フィンランド | ラウノ・ミエッティネン         | ソビエト連邦   | Alexander Prosvirnin         |
| 1984 ロバニエミ               | ノルウェー         | Hallstein Bøgseth              | フィンランド | ユッカ・ユリプリ               | ソビエト連邦   | Alexander Mayorov            |
| 1984 ロバニエミ               | ノルウェー         | Geir Andersen                  | フィンランド | ユーコ・カルヤライネン         | ソビエト連邦   | Ildar Garifullin             |
| 1985 ゼーフェルト             | 西ドイツ           | トーマス・ミュラー             | ノルウェー   | Geir Andersen                  | フィンランド   | Jyri Pelkonen                |
| 1985 ゼーフェルト             | 西ドイツ           | フーベルト・シュワルツ         | ノルウェー   | Espen Andersen                 | フィンランド   | ユッカ・ユリプリ             |
| 1985 ゼーフェルト             | 西ドイツ           | ヘルマン・ヴァインブーフ       | ノルウェー   | Hallstein Bøgseth              | フィンランド   | ユーコ・カルヤライネン       |
| 1987 オーベルストドルフ       | 西ドイツ           | ヘルマン・ヴァインブーフ       | ノルウェー   | Hallstein Bøgseth              | ソビエト連邦   | Sergey Chervyakov            |
| 1987 オーベルストドルフ       | 西ドイツ           | ハンス＝ペーター・ポール       | ノルウェー   | トロント＝アルネ・ブレーデセン | ソビエト連邦   | Andrey Dundukov              |
| 1987 オーベルストドルフ       | 西ドイツ           | トーマス・ミュラー             | ノルウェー   | トールビョルン・ロッケン       | ソビエト連邦   | Allar Levandi                |
| 1989 ラハティ                 | ノルウェー         | トロント＝アイナル・エルデン   | スイス       | アンドレアス・シャード         | 東ドイツ       | Ralph Leonhardt              |
| 1989 ラハティ                 | ノルウェー         | トロント＝アルネ・ブレーデセン | スイス       | ヒッポリト・ケンプ             | 東ドイツ       | Bernd Blechschmidt           |
| 1989 ラハティ                 | ノルウェー         | Bård Jørgen Elden              | スイス       | フレディ・グランツマン         | 東ドイツ       | Thomas Abratis               |
| 1991 ヴァル・ディ・フィエンメ | オーストリア       | ギュンター・サー               | フランス     | Francis Repellin               | 日本           | 三ヶ田礼一                   |
| 1991 ヴァル・ディ・フィエンメ | オーストリア       | クラウス・オフナー             | フランス     | Xavier Girard                  | 日本           | 阿部雅司                     |
| 1991 ヴァル・ディ・フィエンメ | オーストリア       | クラウス・ズルツェンバッハ     | フランス     | ファブリス・ギー               | 日本           | 児玉和興                     |
| 1993 ファルン                 | 日本               | 河野孝典                       | ノルウェー   | トロント＝アイナル・エルデン   | ドイツ         | トーマス・ドュフター         |
| 1993 ファルン                 | 日本               | 阿部雅司                       | ノルウェー   | クヌート・トーレ・アペラン     | ドイツ         | イェンス・ダイメル           |
| 1993 ファルン                 | 日本               | 荻原健司                       | ノルウェー   | フレッド・ボーレ・ルンベルク   | ドイツ         | ハンス＝ペーター・ポール     |
| 1995 サンダー・ベイ           | 日本               | 阿部雅司                       | ノルウェー   | ハルドー・スコール             | スイス         | Markus Wüst                  |
| 1995 サンダー・ベイ           | 日本               | 荻原次晴                       | ノルウェー   | ビャルテ・エンゲン・ビーク     | スイス         | Armin Krugel                 |
| 1995 サンダー・ベイ           | 日本               | 荻原健司                       | ノルウェー   | クヌート・トーレ・アペラン     | スイス         | Stefan Wittwer               |
| 1995 サンダー・ベイ           | 日本               | 河野孝典                       | ノルウェー   | フレッド・ボーレ・ルンベルク   | スイス         | ジャン＝イブ・クーンデ       |
| 1997 トロンハイム             | ノルウェー         | ハルドー・スコール             | フィンランド | ヤリ・マンティラ               | オーストリア   | Christophe Eugen             |
| 1997 トロンハイム             | ノルウェー         | ビャルテ・エンゲン・ビーク     | フィンランド | タピオ・ヌルメラ               | オーストリア   | フェリックス・ゴットヴァルト |
| 1997 トロンハイム             | ノルウェー         | クヌート・トーレ・アペラン     | フィンランド | サンパ・ラユネン               | オーストリア   | マリオ・シュテヒャー         |
| 1997 トロンハイム             | ノルウェー         | フレッド・ボーレ・ルンベルク   | フィンランド | ハンヌ・マンニネン             | オーストリア   | Robert Stadelmann            |
| 1999 ラムソー                 | フィンランド       | ハンヌ・マンニネン             | ノルウェー   | フレッド・ボーレ・ルンベルク   | ロシア         | Nikolay Parfyonov            |
| 1999 ラムソー                 | フィンランド       | タピオ・ヌルメラ               | ノルウェー   | トロント＝アイナル・エルデン   | ロシア         | Alexey Fadeyev               |
| 1999 ラムソー                 | フィンランド       | ヤリ・マンティラ               | ノルウェー   | ビャルテ・エンゲン・ビーク     | ロシア         | Valeri Stolyarov             |
| 1999 ラムソー                 | フィンランド       | サンパ・ラユネン               | ノルウェー   | ケネス・ブローテン             | ロシア         | Dmitry Sinitzyn              |
| 2001 ラハティ                 | ノルウェー         | ケネス・ブローテン             | オーストリア | Christophe Eugen               | フィンランド   | ヤリ・マンティラ             |
| 2001 ラハティ                 | ノルウェー         | Sverre Rotevatn                | オーストリア | マリオ・シュテヒャー           | フィンランド   | ハンヌ・マンニネン           |
| 2001 ラハティ                 | ノルウェー         | ビャルテ・エンゲン・ビーク     | オーストリア | ダビット・クライナー           | フィンランド   | ヤッコ・タルス               |
| 2001 ラハティ                 | ノルウェー         | クリスティアン・ハンメル       | オーストリア | フェリックス・ゴットヴァルト   | フィンランド   | サンパ・ラユネン             |
| 2003 ヴァル・ディ・フィエンメ | オーストリア       | ミヒャエル・グルーバー         | ドイツ       | トルステン・シュミット         | フィンランド   | ハンヌ・マンニネン           |
| 2003 ヴァル・ディ・フィエンメ | オーストリア       | ヴィルヘルム・デニフル         | ドイツ       | ゲオルク・ヘティヒ             | フィンランド   | ヨウニ・カイタイネン         |
| 2003 ヴァル・ディ・フィエンメ | オーストリア       | クリストフ・ビーラー           | ドイツ       | ビョルン・キルヒアイゼン       | フィンランド   | ヤッコ・タルス               |
| 2003 ヴァル・ディ・フィエンメ | オーストリア       | フェリックス・ゴットヴァルト   | ドイツ       | ロニー・アッカーマン           | フィンランド   | サンパ・ラユネン             |
| 2005 オーベルストドルフ       | ノルウェー         | ペッテル・タンデ               | ドイツ       | ゼバスティアン・ハーゼナイ     | オーストリア   | ミヒャエル・グルーバー       |
| 2005 オーベルストドルフ       | ノルウェー         | ホーヴァル・クレメトセン       | ドイツ       | ゲオルク・ヘティヒ             | オーストリア   | クリストフ・ビーラー         |
| 2005 オーベルストドルフ       | ノルウェー         | マグヌス・モーアン             | ドイツ       | ビョルン・キルヒアイゼン       | オーストリア   | ダビット・クライナー         |
| 2005 オーベルストドルフ       | ノルウェー         | クリスティアン・ハンメル       | ドイツ       | ロニー・アッカーマン           | オーストリア   | フェリックス・ゴットヴァルト |
| 2007 札幌                     | フィンランド       | アンシ・コイブランタ           | ドイツ       | ゼバスティアン・ハーゼナイ     | ノルウェー     | ホーヴァル・クレメトセン     |
| 2007 札幌                     | フィンランド       | ヤンネ・リーナネン             | ドイツ       | ロニー・アッカーマン           | ノルウェー     | エスペン・リアン             |
| 2007 札幌                     | フィンランド       | ヤッコ・タルス                 | ドイツ       | ティノ・エデルマン             | ノルウェー     | ペッテル・タンデ             |
| 2007 札幌                     | フィンランド       | ハンヌ・マンニネン             | ドイツ       | ビョルン・キルヒアイゼン       | ノルウェー     | マグヌス・モーアン           |
| 2009 リベレツ                 | 日本               | 湊祐介                         | ドイツ       | ロニー・アッカーマン           | ノルウェー     | ミッコ・コクスリエン         |
| 2009 リベレツ                 | 日本               | 加藤大平                       | ドイツ       | エリック・フレンツェル         | ノルウェー     | ペッテル・タンデ             |
| 2009 リベレツ                 | 日本               | 渡部暁斗                       | ドイツ       | ビョルン・キルヒアイゼン       | ノルウェー     | ヤン・シュミド               |
| 2009 リベレツ                 | 日本               | 小林範仁                       | ドイツ       | ティノ・エデルマン             | ノルウェー     | マグヌス・モーアン           |
| 2011 オスロ ノーマルヒル      | オーストリア       | ダビット・クライナー           | ドイツ       | ヨハネス・ルゼック             | ノルウェー     | ミッコ・コクスリエン         |
| 2011 オスロ ノーマルヒル      | オーストリア       | ベルンハルト・グルーバー       | ドイツ       | エリック・フレンツェル         | ノルウェー     | ホーヴァル・クレメトセン     |
| 2011 オスロ ノーマルヒル      | オーストリア       | フェリックス・ゴットヴァルト   | ドイツ       | ビョルン・キルヒアイゼン       | ノルウェー     | ヤン・シュミド               |
| 2011 オスロ ノーマルヒル      | オーストリア       | マリオ・シュテヒャー           | ドイツ       | ティノ・エデルマン             | ノルウェー     | マグヌス・モーアン           |
| 2011 オスロ ラージヒル        | オーストリア       | ベルンハルト・グルーバー       | ドイツ       | ヨハネス・ルゼック             | ノルウェー     | ミッコ・コクスリエン         |
| 2011 オスロ ラージヒル        | オーストリア       | ダビット・クライナー           | ドイツ       | ビョルン・キルヒアイゼン       | ノルウェー     | ホーヴァル・クレメトセン     |
| 2011 オスロ ラージヒル        | オーストリア       | フェリックス・ゴットヴァルト   | ドイツ       | エリック・フレンツェル         | ノルウェー     | ヤン・シュミド               |
| 2011 オスロ ラージヒル        | オーストリア       | マリオ・シュテヒャー           | ドイツ       | ティノ・エデルマン             | ノルウェー     | マグヌス・モーアン           |
| 2013 ヴァル・ディ・フィエンメ | フランス           | フランソワ・ブラウ             | ノルウェー   | ヨルゲン・グラーバック         | アメリカ合衆国 | テイラー・フレッチャー       |
| 2013 ヴァル・ディ・フィエンメ | フランス           | マキシム・リュール             | ノルウェー   | ホーヴァル・クレメトセン       | アメリカ合衆国 | ブライアン・フレッチャー     |
| 2013 ヴァル・ディ・フィエンメ | フランス           | セバスチャン・ラクロワ         | ノルウェー   | マグヌス・クロッグ             | アメリカ合衆国 | トッド・ロドウィック         |
| 2013 ヴァル・ディ・フィエンメ | フランス           | ジャゾン・ラミー＝シャプイ     | ノルウェー   | マグヌス・モーアン             | アメリカ合衆国 | ビル・デモン                 |
| 2015 ファールン               | ドイツ             | ティノ・エデルマン             | ノルウェー   | マグヌス・モーアン             | フランス       | フランソワ・ブラウ           |
| 2015 ファールン               | ドイツ             | エリック・フレンツェル         | ノルウェー   | ホーヴァルド・クレメッセン     | フランス       | マキシーム・ラウート         |
| 2015 ファールン               | ドイツ             | ファビアン・リーズル           | ノルウェー   | ミッコ・コクスリエン           | フランス       | セバスチャン・ラクロワ       |
| 2015 ファールン               | ドイツ             | ヨハネス・ルゼック             | ノルウェー   | ヨルゲン・グローバク           | フランス       | ジャゾン・ラミー＝シャプイ   |
| 2017 ラハティ                 | ドイツ             | ビョルン・キルヒアイゼン       | ノルウェー   | マグヌス・モーアン             | オーストリア   | ベルンハルト・グルーバー     |
| 2017 ラハティ                 | ドイツ             | エリック・フレンツェル         | ノルウェー   | ミッコ・コクスリエン           | オーストリア   | マリオ・セイドル             |
| 2017 ラハティ                 | ドイツ             | ファビアン・リーズル           | ノルウェー   | マグヌス・クロッグ             | オーストリア   | フィリップ・オルター         |
| 2017 ラハティ                 | ドイツ             | ヨハネス・ルゼック             | ノルウェー   | ヨルゲン・グローバク           | オーストリア   | パウル・ガーストグラサー     |
| 2019 ゼーフェルト             | ノルウェー         | Espen Bjørnstad                | ドイツ       | ヨハネス・ルゼック             | オーストリア   | ベルンハルト・グルーバー     |
| 2019 ゼーフェルト             | ノルウェー         | Jan Schmid                     | ドイツ       | エリック・フレンツェル         | オーストリア   | Mario Seidl                  |
| 2019 ゼーフェルト             | ノルウェー         | Jørgen Graabak                 | ドイツ       | Fabian Rießle                  | オーストリア   | Franz-Josef Rehrl            |
| 2019 ゼーフェルト             | ノルウェー         | Jarl Magnus Riiber             | ドイツ       | Vinzenz Geiger                 | オーストリア   | Lukas Klapfer                |
| 2021 オーベルストドルフ       | ノルウェー         | Espen Bjørnstad                | ドイツ       | Terence Weber                  | オーストリア   | Johannes Lamparter           |
| 2021 オーベルストドルフ       | ノルウェー         | Jørgen Graabak                 | ドイツ       | Fabian Rießle                  | オーストリア   | Lukas Klapfer                |
| 2021 オーベルストドルフ       | ノルウェー         | Jens Lurås Oftebro             | ドイツ       | エリック・フレンツェル         | オーストリア   | Mario Seidl                  |
| 2021 オーベルストドルフ       | ノルウェー         | Jarl Magnus Riiber             | ドイツ       | Vinzenz Geiger                 | オーストリア   | Lukas Greiderer              |
| 2023 プラニツァ               | ノルウェー         | Espen Andersen                 | ドイツ       | エリック・フレンツェル         | オーストリア   | Martin Fritz                 |
| 2023 プラニツァ               | ノルウェー         | Jens Lurås Oftebro             | ドイツ       | Vinzenz Geiger                 | オーストリア   | Lukas Greiderer              |
| 2023 プラニツァ               | ノルウェー         | Jørgen Graabak                 | ドイツ       | ヨハネス・リュゼック           | オーストリア   | Stefan Rettenegger           |
| 2023 プラニツァ               | ノルウェー         | Jarl Magnus Riiber             | ドイツ       | Julian Schmid                  | オーストリア   | Johannes Lamparter           |

1984年は世界選手権を兼ねたサラエボオリンピックで団体戦を実施しなかったため、フィンランドのロバニエミで団体戦を実施した。

### 個人10kmラージヒル
1999年から採用された7.5kmスプリントはジャンプ1回と7.5kmクロスカントリーを1日で行っていた。2009年のリベレツ大会からラージヒルジャンプ1本＋10kmグンダーセンという方式に変更される。
| 開催年 開催場所               | 金                         | 銀                       | 銅                           |
| ----------------------------- | -------------------------- | ------------------------ | ---------------------------- |
| 1999 ラムソー                 | ビャルテ・エンゲン・ビーク | マリオ・シュテヒャー     | 荻原健司                     |
| 2001 ラハティ                 | マルコ・バーケ             | サンパ・ラユネン         | ロニー・アッカーマン         |
| 2003 ヴァル・ディ・フィエンメ | ジョニー・スピレーン       | ロニー・アッカーマン     | フェリックス・ゴットヴァルト |
| 2005 オーベルストドルフ       | ロニー・アッカーマン       | マグヌス・モーアン       | クリスティアン・ハンメル     |
| 2007 札幌                     | ハンヌ・マンニネン         | マグヌス・モーアン       | ビョルン・キルヒアイゼン     |
| 2009 リベレツ                 | ビル・デモン               | ビョルン・キルヒアイゼン | ジャゾン・ラミー＝シャプイ   |
| 2011 オスロ                   | ジャゾン・ラミー＝シャプイ | ヨハネス・ルゼック       | エリック・フレンツェル       |
| 2013 ヴァル・ディ・フィエンメ | エリック・フレンツェル     | ベルンハルト・グルーバー | ジャゾン・ラミー＝シャプイ   |
| 2015 ファールン               | ベルンハルト・グルーバー   | フランソワ・ブロ         | ヨハネス・ルゼック           |
| 2017 ラハティ                 | ヨハネス・ルゼック         | 渡部暁斗                 | フランソワ・ブロ             |
| 2019 ゼーフェルト             | エリック・フレンツェル     | Jan Schmid               | Franz-Josef Rehrl            |
| 2021 オーベルストドルフ       | Johannes Lamparter         | Jarl Magnus Riiber       | 渡部暁斗                     |
| 2023 プラニツァ               | Jarl Magnus Riiber         | Jens Lurås Oftebro       | Johannes Lamparter           |

## ノーマルヒル マススタート
| 開催年 開催場所 | 金                   | 銀                 | 銅                         |
| --------------- | -------------------- | ------------------ | -------------------------- |
| 2009 リベレツ   | トッド・ロドウィック | ティノ・エデルマン | ジャゾン・ラミー＝シャプイ |

## 団体スプリント 2×7.5kmラージヒル
2011年は団体4×5kmラージヒルで実施していたが、2013年からこの種目となっている。
| 開催年 開催場所               | 金           | 金                         | 銀           | 銀                       | 銅           | 銅                       |
| ----------------------------- | ------------ | -------------------------- | ------------ | ------------------------ | ------------ | ------------------------ |
| 2013 ヴァル・ディ・フィエンメ | フランス     | セバスチャン・ラクロワ     | オーストリア | ヴィルヘルム・デニフル   | ドイツ       | ティノ・エデルマン       |
| 2013 ヴァル・ディ・フィエンメ | フランス     | ジャゾン・ラミー＝シャプイ | オーストリア | ベルンハルト・グルーバー | ドイツ       | エリック・フレンツェル   |
| 2015 ファールン               | フランス     | フランソワ・ブラウ         | ドイツ       | エリック・フレンツェル   | ノルウェー   | マグヌス・モーアン       |
| 2015 ファールン               | フランス     | ジャゾン・ラミー＝シャプイ | ドイツ       | ヨハネス・ルゼック       | ノルウェー   | ホーヴァルド・クレメセン |
| 2017 ラハティ                 | ドイツ       | エリック・フレンツェル     | ノルウェー   | マグヌス・モーアン       | 日本         | 渡部暁斗                 |
| 2017 ラハティ                 | ドイツ       | ヨハネス・ルゼック         | ノルウェー   | マグヌス・クロッグ       | 日本         | 渡部善斗                 |
| 2019 ゼーフェルト             | ドイツ       | エリック・フレンツェル     | ノルウェー   | Jan Schmid               | オーストリア | Franz-Josef Rehrl        |
| 2019 ゼーフェルト             | ドイツ       | Fabian Rießle              | ノルウェー   | Jarl Magnus Riiber       | オーストリア | ベルンハルト・グルーバー |
| 2021 オーベルストドルフ       | オーストリア | Johannes Lamparter         | ノルウェー   | Espen Andersen           | ドイツ       | Fabian Rießle            |
| 2021 オーベルストドルフ       | オーストリア | Lukas Greiderer            | ノルウェー   | Jarl Magnus Riiber       | ドイツ       | エリック・フレンツェル   |

## 女子種目

### 個人5kmノーマルヒル
2021年大会から女子競技が初めて採用された。個人ノーマルヒル/5km、グンダーセン方式で実施。
| 開催年 開催場所         | 金                   | 銀                  | 銅                |
| ----------------------- | -------------------- | ------------------- | ----------------- |
| 2021 オーベルストドルフ | Gyda Westvold Hansen | Mari Leinan Lund    | Marte Leinan Lund |
| 2023 プラニツァ         | Gyda Westvold Hansen | Nathalie Armbruster | 葛西春香          |

## 混合種目

### 団体ノーマルヒル/2×2.5km + 2×5km
2023年大会から男子チームスプリントに代わり、混合団体競技が初めて採用された。男子2名、女子2名で、個人ノーマルヒル/男子5km・女子2.5km、グンダーセン方式で実施。
| 開催年 開催場所 | 金         | 金                   | 銀     | 銀                  | 銅           | 銅                 |
| --------------- | ---------- | -------------------- | ------ | ------------------- | ------------ | ------------------ |
| 2023 プラニツァ | ノルウェー | Jens Lurås Oftebro   | ドイツ | Vinzenz Geiger      | オーストリア | Stefan Rettenegger |
| 2023 プラニツァ | ノルウェー | Ida Marie Hagen      | ドイツ | Jenny Nowak         | オーストリア | Annalena Slamik    |
| 2023 プラニツァ | ノルウェー | Gyda Westvold Hansen | ドイツ | Nathalie Armbruster | オーストリア | Lisa Hirner        |
| 2023 プラニツァ | ノルウェー | Jarl Magnus Riiber   | ドイツ | Julian Schmid       | オーストリア | Johannes Lamparter |